# Agelán
Agelán (oficialmente y en asturiano: Axelán) es una aldea de la parroquia de Seares, concejo de Castropol, en la comarca del Eo-Navia, Principado de Asturias, España.